# Mathis Olimb
Mathis Olimb (* 1. února 1986, Oslo) je norský hokejový útočník hrající ve švédské nejvyšší soutěži Svenska hockeyligan (SHL) za tým Linköpings HC. Má mladšího bratra Kena Andrého, který je rovněž hokejistou a působí ve stejném klubu.

## Statistiky

### Klubové statistiky
| Sezona      | Klub               | Soutěž      | Základní část | Základní část | Základní část | Základní část | Základní část | Play off | Play off | Play off | Play off | Play off |
| Sezona      | Klub               | Soutěž      | Z             | G             | A             | B             | TM            | Z        | G        | A        | B        | TM       |
| ----------- | ------------------ | ----------- | ------------- | ------------- | ------------- | ------------- | ------------- | -------- | -------- | -------- | -------- | -------- |
| 2002/03     | Vålerenga          | GET         | 10            | 5             | 4             | 9             | 4             | —        | —        | —        | —        | —        |
| 2003/04     | Manglerud Star     | GET         | 29            | 5             | 7             | 12            | 16            | 6        | 4        | 4        | 8        | 2        |
| 2004/05     | London Knights     | OHL         | 10            | 0             | 2             | 2             | 4             | —        | —        | —        | —        | —        |
| 2004/05     | Sarnia Sting       | OHL         | 46            | 8             | 23            | 31            | 12            | —        | —        | —        | —        | —        |
| 2005/06     | Vålerenga          | GET         | 39            | 11            | 14            | 25            | 46            | 13       | 4        | 3        | 7        | 8        |
| 2006/07     | Vålerenga          | GET         | 42            | 19            | 44            | 63            | 59            | 15       | 3        | 7        | 10       | 4        |
| 2007/08     | Augsburger Panther | DEL         | 54            | 14            | 25            | 39            | 71            | —        | —        | —        | —        | —        |
| 2008/09     | Augsburger Panther | DEL         | 43            | 13            | 28            | 41            | 14            | —        | —        | —        | —        | —        |
| 2009/10     | Frölunda Indians   | SHL         | 55            | 9             | 25            | 34            | 20            | 7        | 1        | 3        | 4        | 4        |
| 2010/11     | Rockford IceHogs   | AHL         | 59            | 10            | 22            | 32            | 22            | —        | —        | —        | —        | —        |
| 2011/12     | Frölunda Indians   | SHL         | 55            | 10            | 31            | 41            | 34            | 6        | 1        | 3        | 4        | 10       |
| 2012/13     | Frölunda Indians   | SHL         | 30            | 6             | 7             | 13            | 6             | 6        | 1        | 0        | 1        | 6        |
| 2013/14     | Frölunda Indians   | SHL         | 52            | 11            | 28            | 39            | 28            | 7        | 1        | 1        | 2        | 2        |
| 2014/15     | Frölunda Indians   | SHL         | 51            | 7             | 39            | 46            | 65            | 13       | 1        | 5        | 6        | 33       |
| 2015/16     | Jokerit Helsinky   | KHL         | 38            | 7             | 11            | 18            | 20            | —        | —        | —        | —        | —        |
| 2015/16     | Kloten Flyers      | NLA         | 16            | 2             | 11            | 13            | 0             | 2        | 0        | 0        | 0        | 0        |
| 2016/17     | Linköpings HC      | SHL         | 40            | 8             | 13            | 21            | 35            | 6        | 0        | 1        | 1        | 2        |
| 2017/18     | Linköpings HC      | SHL         | 50            | 12            | 22            | 34            | 32            | 7        | 1        | 4        | 5        | 4        |
| 2018/19     | Linköpings HC      | SHL         | 52            | 4             | 20            | 24            | 30            | 6        | 1        | 2        | 3        | 2        |
| GET celkově | GET celkově        | GET celkově | 120           | 40            | 69            | 109           | 125           | 34       | 11       | 14       | 25       | 14       |
| DEL celkově | DEL celkově        | DEL celkově | 97            | 27            | 53            | 80            | 85            | —        | —        | —        | —        | —        |
| SEL celkově | SEL celkově        | SEL celkově | 243           | 43            | 130           | 173           | 153           | 39       | 5        | 12       | 17       | 55       |

### Reprezentační statistiky
| 2002            | Norsko 18       | MS18            | 8   | 3  | 4  | 7  | 0   |
| 2003            | Norsko 20       | MSJ (Div I)     | 5   | 0  | 1  | 1  | 0   |
| 2003            | Norsko 18       | MS18 (Div I)    | 5   | 3  | 2  | 5  | 4   |
| 2004            | Norsko 20       | MSJ (Div I)     | 5   | 2  | 4  | 6  | 0   |
| 2004            | Norsko 18       | MS18 (Div I)    | 6   | 0  | 6  | 6  | 14  |
| 2005            | Norsko 20       | MSJ (Div I)     | 5   | 4  | 5  | 9  | 18  |
| 2006            | Norsko 20       | MSJ             | 6   | 2  | 1  | 3  | 8   |
| 2007            | Norsko          | MS              | 6   | 0  | 3  | 3  | 8   |
| 2008            | Norsko          | MS              | 7   | 2  | 0  | 2  | 4   |
| 2010            | Norsko          | ZOH             | 4   | 0  | 2  | 2  | 0   |
| 2010            | Norsko          | MS              | 6   | 1  | 3  | 4  | 0   |
| 2011            | Norsko          | MS              | 7   | 1  | 8  | 9  | 4   |
| 2012            | Norsko          | MS              | 8   | 1  | 6  | 7  | 16  |
| 2013            | Norsko          | MS              | 7   | 0  | 4  | 4  | 0   |
| 2014            | Norsko          | ZOH             | 4   | 0  | 2  | 2  | 4   |
| 2014            | Norsko          | MS              | 7   | 1  | 7  | 8  | 12  |
| 2015            | Norsko          | MS              | 7   | 0  | 8  | 8  | 4   |
| 2016            | Norsko          | MS              | 7   | 3  | 2  | 5  | 4   |
| 2019            | Norsko          | MS              | 7   | 0  | 4  | 4  | 6   |
| 2022            | Norsko          | MS              |     |    |    |    |     |
| Junioři celkově | Junioři celkově | Junioři celkově | 40  | 14 | 23 | 37 | 44  |
| Senioři celkově | Senioři celkově | Senioři celkově | 122 | 15 | 66 | 81 | 150 |

#### Profily
- Mathis Olimb – statistiky na Hockeydb.com (anglicky)
- Mathis Olimb – statistiky na Elite Prospects (anglicky)
- Mathis Olimb – statistiky na NHL.com